# حدث إيرفكن
حدث إيرفكن (بالإنجليزية: Ireviken)‏، أول حدث من الثلاثة أحداث للانقراضات الطفيفة نسبيا (إيرفكن ومولدي ولاو) خلال العصر السيلوري. وقد حدث عند حدود فترتي اللاندوفري/الوينلوك (منتصف السيلوري، منذ 432.9  ± 1.2 مليون سنة). وتم تسجيل هذا الحدث بشكل أفضل في إيرفكن، غوتلاند، حيث انقرض أكثر من 50% من أنواع ثلاثيات الفصوص؛ و80% من أنواع مخروطيات الأسنان العالمية أيضا انقرضت في هذا الفاصل.